# (21585) Polmear
(21585) Polmear (1998 SX126) – planetoida z pasa głównego asteroid okrążająca Słońce w ciągu 4,49 lat w średniej odległości 2,72 j.a. Odkryta 26 września 1998 roku.